# Список лауреатів премії Ізраїлю
Державна премія Ізраїлю (івр. פְּרַס יִשְׂרָאֵל, Прас Ісраель) — найвища державна нагорода Ізраїлю за досягнення в галузі науки, літератури, мистецтва, культурної і громадської діяльності. Заснована в 1953 році. Премію присуджує міністр освіти і культури за рекомендацією галузевих журі, як окремим особам, так і колективам. Церемонія вручення Державної премії Ізраїлю відбувається в День незалежності Ізраїлю.

## Список лауреатів
| Рік  | Галузь діяльності                                             | Лауреат                                                                                      | Роки життя     | Примітки     |
| ---- | ------------------------------------------------------------- | -------------------------------------------------------------------------------------------- | -------------- | ------------ |
| 1953 | Юдаїка                                                        | Гдалія Алон                                                                                  | 1902-1950      |              |
| 1953 | Література на івриті                                          | Яків Кахан                                                                                   | 1881-1960      |              |
| 1953 | Література на івриті                                          | Хаїм Хазаз                                                                                   | 1898-1973      |              |
| 1953 | Медицина                                                      | Ліпман Гейлпрін                                                                              | 1902-1968      |              |
| 1953 | Громадські науки                                              | Мордехай Дворжецький                                                                         | 1908-1975      |              |
| 1953 | Просвітництво                                                 | Діна Файтелсон-Шур                                                                           | 1926-1992      |              |
| 1953 | скульптура                                                    | Зеєв Бен-Цві                                                                                 | 1904-1952      |              |
| 1953 | Точні науки                                                   | Шимшон Аміцур                                                                                | 1921-1994      |              |
| 1953 | Точні науки                                                   | Яків Левицький                                                                               | 1904-1956      |              |
| 1954 | Агрономія і сільське господарство                             | Шимон Боденгеймер                                                                            | 1897-1959      |              |
| 1954 | Біологія                                                      | Міхаель Зохар                                                                                | 1898-1983      |              |
| 1954 | Гуманітарні науки                                             | Шмуель Хуго Бергман                                                                          | 1883-1975      |              |
| 1954 | Юдаїка                                                        | Моше Цві Сегаль                                                                              | 1875-1968      |              |
| 1954 | Література на івриті                                          | Шмуель Йосеф Агнон                                                                           | 1887-1970      |              |
| 1954 | Література на івриті                                          | Давид Шимоні                                                                                 | 1891-1956      |              |
| 1954 | Музика                                                        | Еден Партош                                                                                  | 1907-1977      |              |
| 1954 | Право                                                         | Гад Тедескі                                                                                  | 1907-1992      |              |
| 1954 | Просвітництво                                                 | Артур Бірам                                                                                  | 1878-1967      |              |
| 1954 | Точні науки                                                   | Франц Оллендорф                                                                              | 1900-1981      |              |
| 1955 | Агрономія і сільське господарство                             | Нетанель Гохберг                                                                             | 1897-1983      |              |
| 1955 | Біологія                                                      | Яків Бен-Тор                                                                                 | 1910-2002      |              |
| 1955 | Біологія                                                      | Ісраель Райхерт                                                                              | 1891-1975      |              |
| 1955 | Біологія                                                      | Аківа Фруман                                                                                 | 1912-1989      |              |
| 1955 | Живопис, графіка, скульптура                                  | Зохар Шац                                                                                    | 1916-1999      |              |
| 1955 | Юдаїка                                                        | Ефраїм Елімелех Урбах                                                                        | 1912-1991      |              |
| 1955 | Юдаїка                                                        | Іцхак Гайнеман                                                                               | 1876-1957      |              |
| 1955 | Література на івриті                                          | Іцхак Ламдан                                                                                 | 1899-1954      |              |
| 1955 | Література на івриті                                          | Залман Шнеур                                                                                 |                |              |
| 1955 | Медицина                                                      | Сара Гестрін-Лернер                                                                          | нар. 1918      |              |
| 1955 | Медицина                                                      | Беньямін Шапіра                                                                              | 1913-1993      |              |
| 1955 | Точні науки                                                   | Міхаель Фекете                                                                               | 1886-1957      |              |
| 1956 | Агрономія і сільське господарство                             | Мейер Вінік                                                                                  |                |              |
| 1956 | Біологія                                                      | Манфред Ашнер                                                                                | 1901-1989      |              |
| 1956 | Дитяча література                                             | Міріам Ялан-Штекліс                                                                          |                |              |
| 1956 | Юдаїка                                                        | Нафталі Герц Тур-Сінай                                                                       |                |              |
| 1956 | Юдаїка                                                        | Іґаель Ядін                                                                                  |                |              |
| 1956 | Література на івриті                                          | Гершон Шофман                                                                                |                |              |
| 1956 | Медицина                                                      | Хаїм Ернст Вертгеймер                                                                        | 1893-1978      |              |
| 1956 | Громадські науки                                              | Яків Талмон                                                                                  |                |              |
| 1956 | Просвітництво                                                 | Нехама Лейбович                                                                              | 1905-1997      |              |
| 1956 | Рабіністична література                                       | Єгезкель Абрамський                                                                          | 1886-1976      |              |
| 1956 | Театр                                                         | Хана Ровінь                                                                                  | 1892-1980      |              |
| 1956 | Точні науки                                                   | Абрахам Френкель                                                                             | 1891-1965      |              |
| 1957 | Агрономія і сільське господарство                             | Шмуель Гурвіц                                                                                | 1901-1999      |              |
| 1957 | Архітектура                                                   | Дов Кармі                                                                                    | 1905-1962      |              |
| 1957 | Гуманітарні науки                                             | Йоганан Леві                                                                                 | 1901-1945      |              |
| 1957 | Дитяча література                                             | Еліезер Смолі                                                                                |                |              |
| 1957 | Юдаїка                                                        | Хаїм Ширман                                                                                  |                |              |
| 1957 | Література на івриті                                          | Грінберг Урі-Цві                                                                             |                |              |
| 1957 | Література на івриті                                          | Яків Фіхман                                                                                  |                |              |
| 1957 | Медицина                                                      | Саул Адлер                                                                                   |                |              |
| 1957 | Музика                                                        | Пауль Бен-Хаїм                                                                               |                |              |
| 1957 | Право                                                         | Палтіель Дайкан                                                                              | 1885-1969      |              |
| 1957 | Просвітництво                                                 | Зігфрід Леман                                                                                |                |              |
| 1957 | Рабіністична література                                       | Реувен Маргаліот                                                                             |                |              |
| 1957 | Точні науки                                                   | Гад Авігад                                                                                   | нар. 1930      |              |
| 1957 | Точні науки                                                   | Давид Сідней Файнголд                                                                        | нар. 1922      |              |
| 1957 | Точні науки                                                   | Шломо Гестрін                                                                                | 1912-1962      |              |
| 1958 | Агрономія і сільське господарство                             | Зеліг Соскін                                                                                 | 1873-1959      |              |
| 1958 | Біологія                                                      | Лео Пікард                                                                                   | 1900-1996      |              |
| 1958 | Гуманітарні науки                                             | Мартин Бубер                                                                                 |                |              |
| 1958 | Живопис, графіка, скульптура                                  | Академія мистецтв і дизайну «Бецалель»                                                       |                |              |
| 1958 | Юдаїка                                                        | Іцхак Бер                                                                                    |                |              |
| 1958 | Юдаїка                                                        | Бен-Ціон Дінур                                                                               |                |              |
| 1958 | Юдаїка                                                        | Єгезкель Кауфман                                                                             |                |              |
| 1958 | Юдаїка                                                        | Йосеф Клаузнер                                                                               |                |              |
| 1958 | Юдаїка                                                        | Гершом Шолем                                                                                 |                |              |
| 1958 | Література на івриті                                          | Шмуель Йосеф Агнон                                                                           | 1887-1970      |              |
| 1958 | Література на івриті                                          | Іцхак Дов Беркович                                                                           |                |              |
| 1958 | Література на івриті                                          | Яків Кахан                                                                                   |                |              |
| 1958 | Медицина                                                      | Бернгард Цондек                                                                              |                |              |
| 1958 | Музика                                                        | Ізраїльський філармонічний оркестр                                                           |                |              |
| 1958 | Громадські науки                                              | Рахель Кацнельсон-Шазар                                                                      | 1885-1975      |              |
| 1958 | Просвітництво                                                 | Аліят ха-ноар                                                                                |                |              |
| 1958 | Рабіністична література                                       | Іцхак Айзік Герцог                                                                           |                |              |
| 1958 | Рабіністична література                                       | Єгуда-Лейб Маймон Фішман                                                                     |                |              |
| 1958 | Рабіністична література                                       | Йосеф Цві Ха-Леві                                                                            | 1874-1960      |              |
| 1958 | Театр                                                         | Театр «Габіма»                                                                               |                |              |
| 1958 | Точні науки                                                   | Маркус Райнер                                                                                | 1886-1976      |              |
| 1958 | Точні науки                                                   | Іоель Ракка                                                                                  |                |              |
| 1959 | Агрономія і сільське господарство                             | Гіллель Оппенгеймер                                                                          | 1899-1971      |              |
| 1959 | Біологія                                                      | Ефраїм Кацир                                                                                 | 1916-2009      |              |
| 1959 | Біологія                                                      | Міхаель Села                                                                                 | нар. 1924      |              |
| 1959 | Гуманітарні науки                                             | Лео Маєр                                                                                     |                |              |
| 1959 | Живопис і графіка                                             | Йосип Зарицький                                                                              |                |              |
| 1959 | Література на івриті                                          | Самех Ізгар                                                                                  |                |              |
| 1959 | Література на івриті                                          | Езра Флейшер                                                                                 |                |              |
| 1959 | Рабіністична література                                       | Шломо Йосеф Зевін                                                                            |                |              |
| 1959 | Театр                                                         | Єгошуа Бертонов                                                                              | 1879-1971      |              |
| 1960 | Юдаїка                                                        | Авраам Хаїм Шаліт                                                                            | 1898-1979      |              |
| 1960 | Медицина                                                      | Іцхак Майкелсон                                                                              |                |              |
| 1960 | Право                                                         | Шабтай Розен                                                                                 | 1917-2019      |              |
| 1960 | Просвітництво                                                 | Авраам Арнон                                                                                 | 1887-1960      |              |
| 1960 | Театр                                                         | Мескін Арон Мовшевич                                                                         | 1898-1974      |              |
| 1960 | Точні науки                                                   | Франц Зондгеймер                                                                             | 1926-1981      |              |
| 1961 | Агрономія і сільське господарство                             | Яків ван дер Геден                                                                           | 1891-1968      |              |
| 1961 | Біологія                                                      | Аарон Кацир                                                                                  | 1914-1972      |              |
| 1961 | Біологія                                                      | Ора Кедем                                                                                    | нар. 1924      |              |
| 1961 | Гуманітарні науки                                             | Єгезкель Кучер                                                                               |                |              |
| 1961 | Література на івриті                                          | Єгуда Бурла                                                                                  |                |              |
| 1961 | Музика                                                        | Менахем Авідом                                                                               |                |              |
| 1961 | Рабіністична література                                       | рав Шломо Горен                                                                              |                |              |
| 1962 | Архітектура                                                   | Ар'є Шарон                                                                                   | 1900-1984      |              |
| 1962 | Юдаїка                                                        | Ханох Єлон                                                                                   |                |              |
| 1962 | Медицина                                                      | Цві Салітерник                                                                               | 1897-1993      |              |
| 1962 | Громадські науки                                              | Іцхак Канев                                                                                  | 1896-1980      |              |
| 1962 | Просвітництво                                                 | Йосеф Бентвіч                                                                                | см. Н. Бентвіч |              |
| 1962 | Точні науки                                                   | Зеєв Лев                                                                                     | 1922-2004      |              |
| 1963 | Біологія                                                      | Авраам Фан                                                                                   | 1916-2012      |              |
| 1963 | Гуманітарні науки                                             | Натан Ротенштрайх                                                                            |                |              |
| 1963 | Живопис і графіка                                             | Мордехай Ардон                                                                               |                |              |
| 1963 | Література на івриті                                          | Еліезер Штейнман                                                                             |                |              |
| 1963 | Рабіністична література                                       | Менахем Мендель Кашер                                                                        |                |              |
| 1964 | Юдаїка                                                        | Зеев Бен-Хаїм                                                                                |                |              |
| 1964 | Медицина                                                      | Моше Рахмілевич                                                                              | 1899-1985      |              |
| 1964 | Право                                                         | Моше Зільберг                                                                                |                |              |
| 1964 | Театр                                                         | Мейр Маргаліт                                                                                |                |              |
| 1965 | Агрономія і сільське господарство                             | Шмуель Столер                                                                                | 1898-1977      |              |
| 1965 | Література на івриті                                          | Шломо Дикман                                                                                 |                |              |
| 1965 | Література на івриті                                          | Шломо Цемах                                                                                  |                |              |
| 1965 | Музика                                                        | Мордехай Сетер                                                                               |                |              |
| 1965 | Громадські науки                                              | Юдит Шуваль                                                                                  | нар. 1926      |              |
| 1965 | Просвітництво                                                 | Армія оборони Ізраїлю                                                                        | (ЦАХАЛ)        |              |
| 1965 | Просвітництво                                                 | Карл Франкенштейн                                                                            |                |              |
| 1965 | Точні науки                                                   | Амос Де-Шаліт                                                                                |                |              |
| 1965 | Точні науки                                                   | Ігаль Тальмі                                                                                 |                |              |
| 1966 | Архітектура                                                   | Дора Гад                                                                                     | 1912-2003      |              |
| 1966 | Архітектура                                                   | Альфред Мансфельд                                                                            | 1912-2004      |              |
| 1966 | Біологія                                                      | Моше Рудольф Блох                                                                            | 1902-1985      |              |
| 1966 | Гуманітарні науки                                             | Хаїм Полоцький                                                                               |                |              |
| 1966 | Юдаїка                                                        | Шломо Мораг                                                                                  |                |              |
| 1966 | Рабіністична література                                       | Іцхак Аріелі                                                                                 | 1898-1974      |              |
| 1967 | Живопис і графіка                                             | Марсель Янко                                                                                 |                |              |
| 1967 | Література на івриті                                          | Авраам Шльонський                                                                            |                |              |
| 1967 | Медицина                                                      | Ар'є Лео Улицький                                                                            | 1898-1983      |              |
| 1967 | Право                                                         | Беньямін Акцін                                                                               | 1904-1985      |              |
| 1967 | Просвітництво                                                 | Ернст Симон                                                                                  |                |              |
| 1968 | Агрономія і сільське господарство                             | Ханан Оппенгеймер                                                                            | 1905-1978      |              |
| 1968 | Архітектура                                                   | Беньямін Ідельсон                                                                            | 1911-1972      |              |
| 1968 | Біологія                                                      | Ернст Давид Бергман                                                                          | 1903-1975      |              |
| 1968 | Гуманітарні науки                                             | Шломо Пінес                                                                                  |                |              |
| 1968 | Гуманітарні науки                                             | Шмуель Самбурський                                                                           |                |              |
| 1968 | Юдаїка                                                        | Шмуель Єйвін                                                                                 |                |              |
| 1968 | Юдаїка                                                        | Беньямін Мазар                                                                               |                |              |
| 1968 | Юдаїка                                                        | Дов Садан                                                                                    |                |              |
| 1968 | Література на івриті                                          | Натан Альтерман                                                                              |                |              |
| 1968 | Література на івриті                                          | Авігдор Гамейрі                                                                              |                |              |
| 1968 | Медицина                                                      | Хаїм Шиба                                                                                    |                |              |
| 1968 | Громадські науки                                              | Давид Горовіц                                                                                |                |              |
| 1968 | Право                                                         | Шимон Агранат                                                                                | 1906-1992      |              |
| 1968 | Просвітництво                                                 | Яків Берман                                                                                  | 1878-1974      |              |
| 1968 | Просвітництво                                                 | Олександр Мордехай Душкін                                                                    | 1890-1976      |              |
| 1968 | Просвітництво                                                 | Шошана Парсіц                                                                                |                |              |
| 1968 | Рабіністична література                                       | Овадія Гедайя                                                                                | 1893-1969      |              |
| 1968 | Рабіністична література                                       | рав Моше Єхіель ха-Леві Епштейн                                                              | 1890-1971      |              |
| 1968 | скульптура                                                    | Іцхак Данцігер                                                                               |                |              |
| 1968 | танець                                                        | Гертруда Краус                                                                               | 1903-1977      |              |
| 1968 | Театр                                                         | Йосеф Мілло                                                                                  |                |              |
| 1968 | Точні науки                                                   | Емануель Гольдберг                                                                           | 1881-1970      |              |
| 1969 | Біологія                                                      | Шнейор Ліфсон                                                                                | 1914-2001      |              |
| 1969 | Гуманітарні науки                                             | Джошуа Правер                                                                                |                |              |
| 1969 | Юдаїка                                                        | Йосеф Кафіх                                                                                  |                |              |
| 1969 | Театр                                                         | Шимон Фінкель                                                                                |                |              |
| 1969 | Точні науки                                                   | Юваль Нееман                                                                                 |                |              |
| 1970 | Література на івриті                                          | Леа Гольдберг                                                                                |                |              |
| 1970 | Література на івриті                                          | Абба Ковнер                                                                                  |                |              |
| 1970 | Медицина                                                      | Андре Де Фриз                                                                                | 1911-1996      |              |
| 1970 | Музика                                                        | Йозеф Таль                                                                                   |                |              |
| 1970 | Громадські науки                                              | Патінкін Дон                                                                                 |                |              |
| 1970 | Рабіністична література                                       | рав Овадія Йосеф                                                                             |                |              |
| 1971 | Агрономія і сільське господарство                             | Іцхак Арнон                                                                                  | 1909-2005      |              |
| 1971 | Живопис і графіка                                             | Ар'є Ароха                                                                                   |                |              |
| 1971 | Юдаїка                                                        | Саул Ліберман                                                                                |                |              |
| 1971 | Право                                                         | Зеев Целтнер                                                                                 | 1909-1977      |              |
| 1971 | Просвітництво                                                 | Хаїм Орміан                                                                                  | 1901-1982      |              |
| 1972 | Архітектура                                                   | Яків Рехтер                                                                                  | 1924-2001      |              |
| 1972 | Біологія                                                      | Лео Закс                                                                                     | 1924-2013      |              |
| 1972 | Державна і громадська діяльність                              | Авраам Гарцфельд                                                                             | 1891-1973      |              |
| 1972 | Гуманітарні науки                                             | Давид Аялон                                                                                  | 1914-1998      |              |
| 1972 | Література на івриті                                          | Йохевед Бат-Міріам                                                                           |                |              |
| 1972 | Точні науки                                                   | Давид Гінцбург                                                                               | 1920-1988      |              |
| 1973 | Агрономія і сільське господарство                             | Хаїм Гальперін                                                                               | 1895-1973      |              |
| 1973 | Архітектура                                                   | Ар'є Ельганані                                                                               | 1898-1985      |              |
| 1973 | Біологія                                                      | Гайнріх Мендельсон                                                                           | 1910-2002      |              |
| 1973 | Державна і громадська діяльність                              | Шауль Авігур                                                                                 | 1899-1973      |              |
| 1973 | Державна і громадська діяльність                              | Яд ва-Шем                                                                                    |                | також у 2003 |
| 1973 | Гуманітарні науки                                             | Доротея Крук-Гілеад                                                                          | 1920-1989      |              |
| 1973 | Живопис і графіка                                             | Реувен Рубін                                                                                 | 1893-1974      |              |
| 1973 | Юдаїка                                                        | Єгуда бен Шмуель                                                                             | 1886-1976      |              |
| 1973 | Література на івриті                                          | Шин Шалом                                                                                    |                |              |
| 1973 | Медицина                                                      | Ріхард Штейн                                                                                 | 1898-1979      |              |
| 1973 | Громадські науки                                              | Шмуель Ейзенштадт                                                                            |                |              |
| 1973 | Право                                                         | Пінхас Розен                                                                                 | 1887-1978      |              |
| 1973 | Просвітництво                                                 | Бен-Ціон Дінур                                                                               |                |              |
| 1973 | Рабіністична література                                       | Інститут Яд ха-рав Герцог                                                                    |                |              |
| 1973 | танець                                                        | Сара Леві-Танна                                                                              | 1911-2005      |              |
| 1973 | Театр                                                         | Ганна Марон                                                                                  | 1923-2014      |              |
| 1973 | Точні науки                                                   | Ар'є Дворецький                                                                              |                |              |
| 1974 | Біологія                                                      | Іцхак Беренблум                                                                              | 1903-2000      |              |
| 1974 | Державна і громадська діяльність                              | Єгошуа Алуф                                                                                  | 1900-1980      |              |
| 1974 | Державна і громадська діяльність                              | Шмуель Хуго Бергман                                                                          | 1883-1975      |              |
| 1974 | Юдаїка                                                        | Шрага Абрамсон                                                                               |                |              |
| 1974 | Музика                                                        | Єдідія Адмон                                                                                 | 1894-1982      |              |
| 1974 | Точні науки                                                   | Рафаель Давид Левін                                                                          |                |              |
| 1975 | Державна і громадська діяльність                              | Гелена Каган                                                                                 | 1889-1978      |              |
| 1975 | Державна і громадська діяльність                              | Голда Меїр                                                                                   | 1898-1978      |              |
| 1975 | Література на івриті                                          | Шимон Галкін                                                                                 |                |              |
| 1975 | Музика                                                        | Міріам Бернштейн-Коган                                                                       |                |              |
| 1975 | Право                                                         | Аарон Барак                                                                                  |                |              |
| 1975 | Право                                                         | Йоель Зусман                                                                                 | 1910-1982      |              |
| 1975 | Просвітництво                                                 | Ар'є Шимон                                                                                   | 1913-2002      |              |
| 1976 | арабське мовознавство                                         | Габріель Бер                                                                                 | 1919-1982      |              |
| 1976 | арабське мовознавство                                         | Езра Мані                                                                                    | 1915-2005      |              |
| 1976 | Державна і громадська діяльність                              | Рифка Губер                                                                                  | 1902-1981      |              |
| 1976 | Державна і громадська діяльність                              | Езра Корін                                                                                   | 1906-1976      |              |
| 1976 | Державна і громадська діяльність                              | Яків Маймон                                                                                  | 1902-1977      |              |
| 1976 | Державна і громадська діяльність                              | Сімха Голцберг                                                                               | 1925-1994      |              |
| 1976 | Рабіністична література                                       | Еліезер Єгуда Валденберг                                                                     | 1917-2006      |              |
| 1976 | Радіо, телебачення, кіно                                      | Мордехай Кіршенбаум                                                                          | нар. 1939      |              |
| 1976 | Технологія і машинобудування                                  | Йосеф Ром                                                                                    | 1932-1997      |              |
| 1977 | Агрономія і сільське господарство                             | Цві Авід                                                                                     | 1896-1984      |              |
| 1977 | Агрономія і сільське господарство                             | Яків Ефрат                                                                                   | 1912-1977      |              |
| 1977 | Географія                                                     | Давид Аміран                                                                                 | 1910-2003      |              |
| 1977 | Державна і громадська діяльність                              | Авраам Клір                                                                                  | 1903-1985      |              |
| 1977 | Державна і громадська діяльність                              | Естер Левіт                                                                                  | 1902-1987      |              |
| 1977 | Державна і громадська діяльність                              | Авраам Яків                                                                                  | нар. 1914      |              |
| 1977 | Дизайн                                                        | Елішева Коен                                                                                 | 1911-1989      |              |
| 1977 | Дизайн                                                        | Йона Фішер                                                                                   | нар. 1932      |              |
| 1977 | Вивчення Ерец-Ісраель                                         | Нахман Авігад                                                                                |                |              |
| 1977 | Історія єврейського народу                                    | Рафаель Малер                                                                                |                |              |
| 1977 | Історія єврейського народу                                    | Менахем Штерн                                                                                | 1925-1989      |              |
| 1977 | Культурологія                                                 | Шмуель Авіцур                                                                                | 1908-1999      |              |
| 1977 | Скульптура                                                    | Дані Караван                                                                                 |                |              |
| 1978 | Державна і громадська діяльність                              | Рахель Янаїт Бен-Цві                                                                         | 1886-1979      |              |
| 1978 | Державна і громадська діяльність                              | рав Моше Цві Нерія                                                                           | 1913-1995      |              |
| 1978 | Дитяча література                                             | Анда Амір                                                                                    |                |              |
| 1978 | Дитяча література                                             | Нагум Гутман                                                                                 |                |              |
| 1978 | Дитяча література                                             | Левін Кіпніс                                                                                 |                |              |
| 1978 | дослідження івриту                                            | Авраам Евен-Шоша                                                                             | 1906-1984      |              |
| 1978 | Медицина                                                      | Натан Залц                                                                                   | 1912-2003      |              |
| 1978 | Музика                                                        | Гарі Бертіні                                                                                 | 1927-2005      |              |
| 1978 | Громадські науки                                              | Луїс Гутман                                                                                  | 1916-1987      |              |
| 1978 | Мовознавство                                                  | Хаїм Барух Розен                                                                             | 1922-1999      |              |
| 1979 | Біологія                                                      | Йоганан Лінднер                                                                              | 1922-1982      |              |
| 1979 | Державна і громадська діяльність                              | Таль Броді                                                                                   | нар. 1943      |              |
| 1979 | Державна і громадська діяльність                              | Йосеф Єкутіелі                                                                               | 1897-1981      |              |
| 1979 | єврейське право                                               | Менахем Елон                                                                                 | 1923-2013      |              |
| 1979 | Юдаїка                                                        | Єшаяху Тішбі                                                                                 |                |              |
| 1979 | Просвітництво                                                 | Барух Бен-Єгуда                                                                              | 1894-1991      |              |
| 1979 | Просвітництво                                                 | Ісаак Рафаель Гольцберг                                                                      | 1887-1981      |              |
| 1979 | Театр                                                         | Рафаель Клячкін                                                                              |                |              |
| 1979 | Театр                                                         | Орна Порат                                                                                   |                |              |
| 1980 | Державна і громадська діяльність                              | Товариство охорони природи Ха-Хевра ла-хаганата ха-Тева: Азарія Алон, Амоц Захаві, Йоав Сагі |                |              |
| 1980 | Державна і громадська діяльність                              | Організація «Яд ле-Банімо», Барух Орен                                                       | 1915-2004      |              |
| 1980 | Живопис і графіка                                             | Йосл Бергнер                                                                                 | 1920-2017      |              |
| 1980 | Живопис і графіка                                             | Пінхас Литвиновський                                                                         |                |              |
| 1980 | Живопис і графіка                                             | Анна Тихо                                                                                    | 1894-1980      |              |
| 1980 | Історія єврейського народу                                    | Яків Кац                                                                                     | 1904-1998      |              |
| 1980 | Історія єврейського народу                                    | Давид Флюссер                                                                                | 1917-2000      |              |
| 1980 | Право                                                         | Хаїм Герман Коен                                                                             | 1911-2002      |              |
| 1980 | фізика                                                        | Хаїм Лейб Пекеріс                                                                            | 1908-1993      |              |
| 1981 | Арабське мовознавство і сходознавство                         | Меїр Яків Кістер                                                                             | 1914-2010      |              |
| 1981 | Державна і громадська діяльність                              | Кібуц Дганія-Алеф                                                                            |                |              |
| 1981 | Державна і громадська діяльність                              | Реха Фраєр                                                                                   | 1892-1984      |              |
| 1981 | Математика                                                    | Йорам Лінденштраус                                                                           |                |              |
| 1981 | Математика                                                    | Еліяху П'ятецький-Шапіро                                                                     | 1929-2009      |              |
| 1981 | Рабіністична література                                       | Авраам Софер-Шрайбер                                                                         | 1897-1982      |              |
| 1981 | танець                                                        | Гуріт Кадман                                                                                 | 1897-1987      |              |
| 1982 | Архітектура                                                   | Авраам Ясський                                                                               | 1927-2014      |              |
| 1982 | Державна і громадська діяльність                              | Хаїм Гваті                                                                                   | 1901-1990      |              |
| 1982 | Демографія                                                    | Роберто Бакі                                                                                 | 1909-1995      |              |
| 1982 | Вивчення Ерец-Ісраель                                         | Рут Аміран                                                                                   | 1914-2005      |              |
| 1982 | Краєзнавство Землі Ізраїлю і любов до неї                     | Давид Бенбенішті                                                                             | 1897-1993      |              |
| 1982 | Краєзнавство Землі Ізраїлю і любов до неї                     | Зеев Вільнаї                                                                                 |                |              |
| 1982 | Поезія                                                        | Єгуда Аміхай                                                                                 |                |              |
| 1982 | Поезія                                                        | Амір Гільбоа                                                                                 |                |              |
| 1982 | хімія                                                         | Йошуа Йортнер                                                                                | нар. 1933      |              |
| 1983 | Загальна історія                                              | Авраам Солтман                                                                               | 1925-2000      |              |
| 1983 | Загальна історія                                              | Саул Фрідлендер                                                                              | нар. 1932      |              |
| 1983 | Державна і громадська діяльність                              | Зера Вархафтіг                                                                               | 1906-2002      |              |
| 1983 | Література на івриті                                          | Аарон Аппельфельд                                                                            | 1932-2018      |              |
| 1983 | Пісенна творчість на івриті                                   | Моше Віленський                                                                              |                |              |
| 1983 | Пісенна творчість на івриті                                   | Хаїм Геферу                                                                                  |                |              |
| 1983 | Пісенна творчість на івриті                                   | Наомі Шемер                                                                                  |                |              |
| 1984 | Агрономія і сільське господарство                             | Ахарон Бонді                                                                                 | 1906-1997      |              |
| 1984 | Агрономія і сільське господарство                             | Шломо Равикович                                                                              | 1899-2000      |              |
| 1984 | Державна і громадська діяльність                              | Організація «Міфаль аярот ха-Піту бе-Ісраель»                                                |                |              |
| 1984 | Державна і громадська діяльність                              | Бригада Нахаль                                                                               |                |              |
| 1984 | Дитяча література                                             | Яміма Авідар-Черновіц                                                                        | 1909-1998      |              |
| 1984 | Історія науки                                                 | Моше Яммер                                                                                   |                |              |
| 1984 | Театр                                                         | Шмуель Роденський                                                                            |                |              |
| 1985 | Державна і громадська діяльність                              | програма Ізраїльського телебачення арабською мовою                                           |                |              |
| 1985 | Література східного єврейства                                 | Інститут Іцхака Бен-Цві                                                                      |                |              |
| 1985 | Література на ідиші                                           | Авром Суцкевер                                                                               | 1913-2010      |              |
| 1985 | Медицина                                                      | Генрі Нойфелд                                                                                | 1923-1986      |              |
| 1985 | Медицина                                                      | Барух Паде                                                                                   | 1908-2001      |              |
| 1985 | Загальне та івритське мовознавство                            | Єгошуа Блау                                                                                  |                |              |
| 1986 | Державна і громадська діяльність                              | Йона Саїд                                                                                    | нар. 1935      |              |
| 1986 | Державна і громадська діяльність                              | Аладін Хатукай                                                                               | нар. 1944      |              |
| 1986 | дослідження пустелі                                           | Йоель Де-Малах                                                                               | 1924-2006      |              |
| 1986 | дослідження пустелі                                           | Міхаель Евен-Арі                                                                             | 1904-1989      |              |
| 1986 | Просвітництво                                                 | Гершон Зак і навчальний комплекс «Кфар ха-Ярок»                                              |                |              |
| 1986 | Просвітництво                                                 | Шуламіт Кацнельсон та ульпан «Аківа», Нетанія                                                |                |              |
| 1986 | Подорожні нариси і газетна публіцистика                       | Єшаяху Аврех                                                                                 |                |              |
| 1986 | Подорожні нариси і газетна публіцистика                       | Шалом Розенфельд                                                                             |                |              |
| 1986 | Скульптура                                                    | Єхіель Шемі                                                                                  |                |              |
| 1986 | Скульптура                                                    | Бетя Лишанська                                                                               | 1899-1992      |              |
| 1987 | Історіографія сіонізму                                        | Алекс Бейн                                                                                   | 1903-1988      |              |
| 1987 | Коментарі до Біблії і рабіністична література                 | Езра Ціон Меламед                                                                            | 1903-1994      |              |
| 1987 | Театр                                                         | Міріам Зохар                                                                                 | нар. 1930      |              |
| 1987 | Театр                                                         | Лея Кеніг                                                                                    |                |              |
| 1987 | Театр                                                         | Макрам Хурі                                                                                  | нар. 1945      |              |
| 1987 | Технологія і машинобудування                                  | Овадія Гарарі                                                                                | нар. 1943      |              |
| 1987 | Економіка                                                     | Менахем Яарі                                                                                 |                |              |
| 1988 | Біологія                                                      | Натан Гольдблюм                                                                              | 1920-2001      |              |
| 1988 | Державна і громадська діяльність                              | Реувен Гехт                                                                                  | 1909-1993      |              |
| 1988 | Державна і громадська діяльність                              | Тедді Коллек                                                                                 | 1911-2007      |              |
| 1988 | Державна і громадська діяльність                              | Ар'є Еліа                                                                                    | 1921-2010      |              |
| 1988 | Юдаїка                                                        | Моше Гошен-Готштейн                                                                          | 1925-1991      |              |
| 1988 | Юдаїка                                                        | Адін Штейнзальц                                                                              | нар. 1937      |              |
| 1988 | Література на івриті                                          | Моше Шамір                                                                                   | 1921-2004      |              |
| 1988 | Пісенна творчість на івриті                                   | Саша Аргов                                                                                   | 1914-1995      |              |
| 1988 | Пісенна творчість на івриті                                   | Шошана Дамар                                                                                 | 1923-2006      |              |
| 1988 | Поезія                                                        | Хаїм Гурі                                                                                    |                |              |
| 1989 | Державна і громадська діяльність                              | Товариство дослідження Ізраїлю і його старожитностей                                         |                |              |
| 1989 | Державна і громадська діяльність                              | Бат-Шева де Ротшильд                                                                         | 1914-1999      |              |
| 1989 | Державна і громадська діяльність                              | Яків Хазан                                                                                   | 1899-1992      |              |
| 1989 | дослідження івриту                                            | Ісраель Єйвін                                                                                | нар. 1923      |              |
| 1989 | Дослідження літератури на івриті                              | Шмуель Версес                                                                                | 1915-2010      |              |
| 1989 | Громадські науки                                              | Еліяху Кац                                                                                   | нар. 1926      |              |
| 1989 | Точні науки                                                   | Якір Ааронов                                                                                 |                |              |
| 1989 | Точні науки                                                   | Хаїм Гарарі                                                                                  | нар. 1940      |              |
| 1989 | Фізкультура і спорт                                           | Інститут фізичної культури імені Ч. О. Вінгейта                                              |                |              |
| 1989 | Фізкультура і спорт                                           | Ян Фруман                                                                                    | нар. 1937      |              |
| 1990 | Біологія                                                      | Меїр Вілчек                                                                                  | нар. 1935      |              |
| 1990 | Біологія                                                      | Олександр Левицький                                                                          | нар. 1940      |              |
| 1990 | Біологія                                                      | Моше Прівес                                                                                  | 1914-1998      |              |
| 1990 | Державна і громадська діяльність                              | Раанан Вайц                                                                                  | 1913-1998      |              |
| 1990 | Державна і громадська діяльність                              | Ісраель Поляк                                                                                | 1910-1993      |              |
| 1990 | Державна і громадська діяльність                              | Амін Таріф                                                                                   | 1889-1982      |              |
| 1990 | Гуманітарні науки                                             | Моше Альтбавер                                                                               |                |              |
| 1990 | Гуманітарні науки                                             | Натан Шпігель                                                                                |                |              |
| 1990 | Гуманітарні науки                                             | Цві Явец                                                                                     |                |              |
| 1990 | Живопис і графіка                                             | Єгезкель Штрайхман                                                                           |                |              |
| 1990 | Юдаїка                                                        | Меїр Вайс                                                                                    | 1908-1998      |              |
| 1991 | Державна і громадська діяльність                              | Міріам Бен-Порат                                                                             | 1918-2012      |              |
| 1991 | Державна і громадська діяльність                              | Стеф Вертгаймер                                                                              | нар. 1926      |              |
| 1991 | Державна і громадська діяльність                              | Система навчальних закладів Єшіват ха-есдер                                                  |                |              |
| 1991 | Вивчення Ерец-Ісраель                                         | Наомі Файнбрун                                                                               | 1900-1995      |              |
| 1991 | Юдаїка                                                        | Хаїм Бейнарт                                                                                 |                |              |
| 1991 | музична культура                                              | Мета Зубін                                                                                   | нар. 1936      |              |
| 1991 | Право                                                         | Моше Ланда                                                                                   |                |              |
| 1991 | Право                                                         | Даніель Фрідман                                                                              | нар. 1936      |              |
| 1991 | Театр і кіно                                                  | Девора Бертонова                                                                             |                |              |
| 1991 | Театр і кіно                                                  | Йосі Ядін                                                                                    |                |              |
| 1991 | Точні науки                                                   | Шмуель Агмон                                                                                 | нар. 1922      |              |
| 1991 | Точні науки                                                   | Дов Фруман                                                                                   | нар. 1939      |              |
| 1991 | Економіка                                                     | Елганан Гелпман                                                                              | нар. 1946      |              |
| 1992 | Арабська література                                           | Еміль Габібі                                                                                 | 1921-1996      |              |
| 1992 | Біологія                                                      | Іцхак Валь                                                                                   | 1915-2004      |              |
| 1992 | Біологія                                                      | Давид Ерліх                                                                                  | 1909-1995      |              |
| 1992 | Юдаїка                                                        | Шауль Ісраель                                                                                | 1909-1995      |              |
| 1992 | Юдаїка                                                        | Єгуда Кіль                                                                                   | нар. 1916      |              |
| 1992 | Юдаїка                                                        | Даніель Шпербер                                                                              | нар. 1940      |              |
| 1992 | Громадські науки                                              | Моше Лисак                                                                                   | нар. 1928      |              |
| 1992 | Громадські науки                                              | Давид Навон                                                                                  | нар. 1943      |              |
| 1992 | Громадські науки                                              | Реувен Фоєрштейн                                                                             | нар. 1921      |              |
| 1992 | Пісенна творчість на івриті                                   | Єшурун Авот                                                                                  | 1904-1992      |              |
| 1993 | Загальна історія                                              | Єгошуа Аріелі                                                                                | 1916-2002      |              |
| 1993 | Загальна історія                                              | Міхаель Конфіно                                                                              | 1926-2010      |              |
| 1993 | Загальна історія                                              | Хава Лацарус-Яфе                                                                             | 1930-1998      |              |
| 1993 | державознавство                                               | Єгошафат Харкабі                                                                             | 1921-1994      |              |
| 1993 | Дослідження івриту та інших єврейських мов                    | Моше Бар-Ашер                                                                                |                |              |
| 1993 | Дослідження літератури на івриті                              | Дан Мирон                                                                                    |                |              |
| 1993 | Дослідження літератури на івриті                              | Гершон Шакед                                                                                 |                |              |
| 1993 | Загальна і івритське мовознавство                             | Гідон Гольденберг                                                                            | нар. 1930      |              |
| 1993 | Преса, радіо і телебачення, журналістика                      | Рам Леві                                                                                     | нар. 1940      |              |
| 1993 | Преса, радіо і телебачення, журналістика                      | Яків Фаркаш                                                                                  | 1923-2002      |              |
| 1993 | Точні науки                                                   | Шломо Александер                                                                             | 1930-1998      |              |
| 1993 | Точні науки                                                   | Якоб Зів                                                                                     | нар. 1931      |              |
| 1993 | Точні науки                                                   | Гіллел Фюрстенберг                                                                           | нар. 1935      |              |
| 1994 | Агрономія і сільське господарство                             | Еліяху Свірський                                                                             | 1921-2002      |              |
| 1994 | біохімія                                                      | Аврам Гершко                                                                                 | нар. 1937      |              |
| 1994 | біохімія                                                      | Натан Шарон                                                                                  | 1925-2011      |              |
| 1994 | Державна і громадська діяльність                              | заповідник Неот-Кдумім Нога Ха-Реувеном                                                      |                |              |
| 1994 | Державна і громадська діяльність                              | Благодійна організація Яд Сара Урі Луполянскі                                                |                |              |
| 1994 | вивчення Біблії                                               | Моше Вайнфелд                                                                                | нар. 1925      |              |
| 1994 | вивчення Біблії                                               | Моше Грінберг                                                                                | нар. 1928      |              |
| 1994 | вивчення Талмуда                                              | Хаїм Залман Димитрівський                                                                    |                |              |
| 1994 | Історія єврейської думки                                      | Еліезер Швейда                                                                               |                |              |
| 1994 | Музика                                                        | Ар'є Шапіра                                                                                  | нар. 1943      |              |
| 1994 | музикознавство                                                | Ханох Авенар                                                                                 | 1908-1994      |              |
| 1994 | Пісенна творчість на івриті                                   | Яків Орланд                                                                                  |                |              |
| 1994 | Право                                                         | Залман Феллер                                                                                | нар. 1913      |              |
| 1994 | Міхаель Бруно                                                 | 1932-1996                                                                                    |                |              |
| 1994 | Економіка                                                     | Роберт Ауман                                                                                 | нар. 1930      |              |
| 1995 | Архітектура                                                   | Давид Резник                                                                                 | 1924-2012      |              |
| 1995 | археологія                                                    | Клер Епштейн                                                                                 | 1911-2000      |              |
| 1995 | Географія                                                     | Дов Нір                                                                                      | 1922-2011      |              |
| 1995 | Державна і громадська діяльність                              | Іцхак Бен-Аарон                                                                              | 1906-2006      |              |
| 1995 | Державна і громадська діяльність                              | Ада Серені                                                                                   | 1905-1997      |              |
| 1995 | Живопис і графіка                                             | Леа Нікель                                                                                   |                |              |
| 1995 | Історія єврейського народу                                    | Амос Функенштейн                                                                             | 1937-1995      |              |
| 1995 | Література на івриті                                          | Авраам Ієгошуа                                                                               |                |              |
| 1995 | Поезія                                                        | Натан Зах                                                                                    |                |              |
| 1995 | Просвітництво                                                 | Рена Шапіра                                                                                  | нар. 1932      |              |
| 1995 | Психологія                                                    | Ієгуда Амір                                                                                  | 1926-1996      |              |
| 1995 | Розробки в області обчислювальних систем                      | Міхаель Ошер Рабін                                                                           | нар. 1931      |              |
| 1995 | скульптура                                                    | Менаше Кадішман                                                                              |                |              |
| 1995 | Точні науки                                                   | Ісраель Достровскій                                                                          |                |              |
| 1996 | Агрономія і сільське господарство                             | Хет, Ілан                                                                                    | нар. 1939      |              |
| 1996 | сходознавство                                                 | Моше Пьямента                                                                                | 1921-2012      |              |
| 1996 | Державна і громадська діяльність                              | Марсель Дюбуа                                                                                | 1920-2007      |              |
| 1996 | Державна і громадська діяльність                              | Меїр Шамгар                                                                                  | нар. 1925      |              |
| 1996 | державознавство                                               | Шломо Авінері                                                                                |                |              |
| 1996 | Дослідження єврейських мов                                    | Ієхуда Рацхабі                                                                               | нар. 1916      |              |
| 1996 | Дослідження єврейських мов                                    | Хоне Шмерук                                                                                  |                |              |
| 1996 | Історія мистецтв                                              | Моше Бараш                                                                                   |                |              |
| 1996 | Медицина                                                      | Ієхезкель Штейн                                                                              | нар. 1926      |              |
| 1996 | Загальна літературознавство                                   | Меїр Штернберг                                                                               |                |              |
| 1996 | Переклади на іврит прози і поезії                             | Шимон Зандбанк                                                                               | нар. 1933      |              |
| 1996 | Сценографія                                                   | Ар'є Навон                                                                                   | 1909-1996      |              |
| 1996 | танець                                                        | Моше Ефраті                                                                                  | нар. 1934      |              |
| 1996 | Театр                                                         | Ніссим Алон                                                                                  |                |              |
| 1997 | Державна і громадська діяльність                              | Узія Галиль                                                                                  | нар. 1925      |              |
| 1997 | Державна і громадська діяльність                              | Ісраель Таль                                                                                 | 1924-2010      |              |
| 1997 | Державна і громадська діяльність                              | Авраам Елімелех Фірер                                                                        | нар. 1954      |              |
| 1997 | вивчення Біблії                                               | Шмарьяху Талмон                                                                              | нар. 1920      |              |
| 1997 | вивчення Талмуда                                              | Яків Зусман                                                                                  | нар. 1931      |              |
| 1997 | Історія єврейської думки                                      | Йосеф Дан                                                                                    | нар. 1935      |              |
| 1997 | Музика                                                        | Бен-Ціон Оргад                                                                               |                |              |
| 1997 | Музика                                                        | Андре Хейден                                                                                 | нар. 1932      |              |
| 1997 | Музика                                                        | Абель Ерліх                                                                                  | 1915-2003      |              |
| 1997 | Право                                                         | Іцхак Замір                                                                                  | нар. 1931      |              |
| 1997 | Право                                                         | Іцхак Енгелрад                                                                               | нар. 1933      |              |
| 1997 | Преса, радіо і телебачення, журналістика                      | Давид Рубінгер                                                                               | 1924-2017      |              |
| 1997 | Преса, радіо і телебачення, журналістика                      | Хаїм Явин                                                                                    | нар. 1932      |              |
| 1997 | Рабіністична література                                       | Єгошуа Бахрах                                                                                | 1914-2008      |              |
| 1997 | Рабіністична література                                       | Хаїм Давид Ха-Леві                                                                           | 1924-1998      |              |
| 1998 | Агрономія і сільське господарство                             | Ієхуда Бірк                                                                                  | 1926-2013      |              |
| 1998 | Архітектура                                                   | Дан Цур                                                                                      | 1926-2012      |              |
| 1998 | Архітектура                                                   | Липа Яалом                                                                                   | 1913-2006      |              |
| 1998 | археологія                                                    | Труде Дотан                                                                                  | 1922-2016      |              |
| 1998 | Державна і громадська діяльність                              | Хаїм Ісраель                                                                                 | 1927-2011      |              |
| 1998 | Державна і громадська діяльність                              | Шломо Гілель                                                                                 | нар. 1923      |              |
| 1998 | Державна і громадська діяльність                              | Сара Штерн-Катан                                                                             | 1919-2001      |              |
| 1998 | Дизайн                                                        | Дан Райзингер                                                                                | 1934-2019      |              |
| 1998 | Вивчення Ерец-Ісраель                                         | Моше Гіль                                                                                    | нар. 1921      |              |
| 1998 | Дослідження ефективності соціальної служби                    | Іона Розенфельд                                                                              | нар. 1922      |              |
| 1998 | Історія єврейського народу                                    | Ієгуда Бауер                                                                                 | нар. 1926      |              |
| 1998 | Література на івриті                                          | Амос Оз                                                                                      |                |              |
| 1998 | Математика                                                    | Сахарон Шелах                                                                                | нар. 1945      |              |
| 1998 | Медицина                                                      | Рамі Рахамімов                                                                               | 1937-2008      |              |
| 1998 | Пісенна творчість на івриті                                   | Ехуд Манор                                                                                   | 1941-2005      |              |
| 1998 | Пісенна творчість на івриті                                   | Яфа Яркон                                                                                    | 1925-2012      |              |
| 1998 | Поезія                                                        | Далія Равикович                                                                              |                |              |
| 1998 | Просвітництво                                                 | Ар'є Леві                                                                                    | нар. 1923      |              |
| 1998 | Соціологія                                                    | Імануель Маркс                                                                               | нар. 1927      |              |
| 1998 | танець                                                        | Ієхуда Арнон                                                                                 | нар. 1926      |              |
| 1998 | танець                                                        | Хеся Леві-Агрон                                                                              | 1923-2001      |              |
| 1998 | Йосі Банани                                                   | 1932-2006                                                                                    |                |              |
| 1998 | фізика                                                        | Дан Шехтман                                                                                  | нар. 1941      |              |
| 1999 | Агрономія і сільське господарство                             | Ігаль Коен                                                                                   | нар. 1940      |              |
| 1999 | Біологія                                                      | Хаїм Сідер                                                                                   | нар. 1943      |              |
| 1999 | сходознавство                                                 | Шмуель Море                                                                                  | 1932-2017      |              |
| 1999 | Загальна історія                                              | Мір'ям Ярден                                                                                 | нар. 1932      |              |
| 1999 | Географія                                                     | Єгошуа Бен-Ар'є                                                                              | нар. 1928      |              |
| 1999 | Географія                                                     | Ар'є Шахар                                                                                   | 1935-2006      |              |
| 1999 | Державна і громадська діяльність                              | Рифка Бергман                                                                                | нар. 1919      |              |
| 1999 | Державна і громадська діяльність                              | Ішаягу Вайнберг                                                                              | 1918-2000      |              |
| 1999 | Державна і громадська діяльність                              | Браха Капахім                                                                                | нар. 1943      |              |
| 1999 | дослідження івриту                                            | Менахем Цві Кадар                                                                            | нар. 1925      |              |
| 1999 | Дослідження літератури на івриті                              | Аарон Мирський                                                                               | 1914-2001      |              |
| 1999 | Дослідження єврейських мов                                    | Менахем Банит                                                                                | 1914-2007      |              |
| 1999 | Історія єврейської думки                                      | Моше Ідель                                                                                   |                |              |
| 1999 | Історія мистецтв                                              | Бецалель Наркіс                                                                              |                |              |
| 1999 | Медицина                                                      | Мішель Равель                                                                                | нар. 1938      |              |
| 1999 | Кіно                                                          | Менахем Голан                                                                                | 1929-2014      |              |
| 1999 | Кіно                                                          | Давид Перлов                                                                                 |                |              |
| 1999 | Рабіністична література                                       | Мордехай Броер                                                                               | 1921-2007      |              |
| 1999 | Рабіністична література                                       | Авраам Штайнберг                                                                             | нар. 1947      |              |
| 1999 | Фізкультура і спорт                                           | Єгошуа Розін                                                                                 | 1918-2002      |              |
| 1999 | Фізкультура і спорт                                           | Естер Рот-Шахаморов                                                                          | нар. 1952      |              |
| 2000 | Державна і громадська діяльність                              | Шуламит Алон                                                                                 | 1928-2014      |              |
| 2000 | Державна і громадська діяльність                              | Ар'є Кроль                                                                                   | 1923-2008      |              |
| 2000 | Державна і громадська діяльність                              | тріо «ха-Хівер Ха-гашаш » Банна, Ієшаяху Леві й Ісраель Поляков                              |                |              |
| 2000 | Живопис, графіка, скульптура                                  | Міхаель Гросс                                                                                |                |              |
| 2000 | Живопис і графіка                                             | Моше Купферман                                                                               | 1926-2003      |              |
| 2000 | вивчення Біблії                                               | Менахем Харан                                                                                |                |              |
| 2000 | вивчення Талмуда                                              | Авраам Голдберг                                                                              | нар. 1913      |              |
| 2000 | вивчення Талмуда                                              | Іона Френкель                                                                                | нар. 1928      |              |
| 2000 | Історія філософії                                             | Ірмеяху Іовель                                                                               | нар. 1935      |              |
| 2000 | Історія філософії                                             | Аса Кашер                                                                                    |                |              |
| 2000 | Література на івриті                                          | Амалія Кахана-Кармона                                                                        | 1926-2019      |              |
| 2000 | Загальна літературознавство                                   | Гиллель М. Далескі                                                                           | нар. 1926      |              |
| 2000 | Загальна літературознавство                                   | Аарон Харель Фіш                                                                             | нар. 1923      |              |
| 2000 | Поезія                                                        | Меїр Візелтір                                                                                |                |              |
| 2000 | Розробки в області обчислювальних систем                      | Амір Пнуелі                                                                                  | нар. 1941      |              |
| 2000 | Технологія і машинобудування                                  | Йосеф Зінгер                                                                                 | нар. 1923      |              |
| 2000 | Світлина                                                      | Миха Бар-Ам                                                                                  | нар. 1930      |              |
| 2000 | хімія                                                         | Рефаелі Мешуллам                                                                             | нар. 1930      |              |
| 2000 | Мовознавство                                                  | Царфаті Гад Бен-Аммі                                                                         | 1916-2005      |              |
| 2000 | Мовознавство                                                  | Саул Шакед                                                                                   | нар. 1933      |              |
| 2001 | Державна і громадська діяльність                              | Мордехай Бен-Порат                                                                           | нар. 1923      |              |
| 2001 | Державна і громадська діяльність                              | Іцхак Шамір                                                                                  | 1915-2012      |              |
| 2001 | Державна і громадська діяльність                              | Абба Евен                                                                                    | 1915-2002      |              |
| 2001 | Історія єврейської думки                                      | Авіезер Равицький                                                                            | нар. 1945      |              |
| 2001 | Медицина                                                      | Марсель Ельякім                                                                              | нар. 1921      |              |
| 2001 | Медицина                                                      | Рут Арнон                                                                                    | нар. 1933      |              |
| 2001 | Медицина                                                      | Браха Рамот                                                                                  | нар. 1927      |              |
| 2001 | Музика                                                        | Цві Авні                                                                                     |                |              |
| 2001 | Музика                                                        | Ієхезкель Браун                                                                              |                |              |
| 2001 | Музика                                                        | Герцль Шмуелі                                                                                | 1920-2001      |              |
| 2001 | Право                                                         | Рут Бен-Ісраель                                                                              | нар. 1931      |              |
| 2001 | Право                                                         | Ієгошуа Вісман                                                                               | нар. 1931      |              |
| 2001 | Просвітництво                                                 | Яків Ранд                                                                                    | нар. 1926      |              |
| 2001 | Просвітництво                                                 | Гавріель Саломон                                                                             | нар. 1938      |              |
| 2001 | фізика                                                        | Йозеф Імрі                                                                                   | 1939-2018      |              |
| 2001 | фізика                                                        | Шмуель Штрікман                                                                              | 1930-2003      |              |
| 2001 | Фізкультура і спорт                                           | Барух Хаггай                                                                                 | нар. 1944      |              |
| 2002 | Агрономія і сільське господарство                             | Авраам Хаїм Галеві                                                                           | 1927-2006      |              |
| 2002 | Архітектура                                                   | Рам Кармі                                                                                    | 1931-2013      |              |
| 2002 | археологія                                                    | Авраам Біран                                                                                 | 1909-2008      |              |
| 2002 | Географія                                                     | Моше Бравер                                                                                  | нар. 1919      |              |
| 2002 | Державна і громадська діяльність                              | Єврейський національний фонд (ККЛ)                                                           |                |              |
| 2002 | Державна і громадська діяльність                              | Єврейський національний фонд (ККЛ)                                                           |                |              |
| 2002 | Державна і громадська діяльність                              | Ефраїм Кишон                                                                                 | 1924-2005      |              |
| 2002 | Державна і громадська діяльність                              | Елі Хурвіц                                                                                   | 1932-2011      |              |
| 2002 | Дизайн                                                        | Давид Тартаковер                                                                             | нар. 1944      |              |
| 2002 | Вивчення Ерец-Ісраель                                         | Шмуель Сафран                                                                                | 1919-2003      |              |
| 2002 | Вивчення Ерец-Ісраель                                         | Менашше Харель                                                                               | нар. 1917      |              |
| 2002 | Преса, радіо і телебачення, журналістика                      | Дов Юдківська                                                                                | нар. 1923      |              |
| 2002 | Психологія                                                    | Ашер Коріат                                                                                  | нар. 1939      |              |
| 2002 | Рабіністична література                                       | Нахум Раковер                                                                                | нар. 1932      |              |
| 2002 | хімія                                                         | Ітамар Вілнер                                                                                | нар. 1947      |              |
| 2002 | хімія                                                         | Ада Йонат                                                                                    | нар. 1939      |              |
| 2002 | Економіка                                                     | Аріель Рубінштейн                                                                            | нар. 1951      |              |
| 2002 | Економіка                                                     | Яків Френкель                                                                                |                |              |
| 2003 | Біологія                                                      | Аарон Чехановер                                                                              | нар. 1947      |              |
| 2003 | Загальна історія                                              | Шуламит Шахар                                                                                | нар. 1928      |              |
| 2003 | Державна і громадська діяльність                              | Меїр Аміт                                                                                    | 1921-2009      |              |
| 2003 | Державна і громадська діяльність                              | Геула Коен                                                                                   |                |              |
| 2003 | Державна і громадська діяльність                              | Яд ва-Шем                                                                                    |                |              |
| 2003 | державознавство                                               | Іешаяху Лібман                                                                               | 1934-2003      |              |
| 2003 | вивчення Талмуда                                              | Та-Шма, Ісраель Моше                                                                         | 1936-2004      |              |
| 2003 | Історія єврейського народу                                    | Авраам Гроссман                                                                              | нар. 1936      |              |
| 2003 | кримінологія                                                  | Менахем Амір                                                                                 | 1930-2015      |              |
| 2003 | кримінологія                                                  | Шломо Гиора Шохам                                                                            | нар. 1929      |              |
| 2003 | Література на івриті                                          | Аарон Мегедь                                                                                 |                |              |
| 2003 | Література на івриті                                          | Єгудіт Гендель                                                                               |                |              |
| 2003 | Науки про Землю                                               | Цві Бен-Авраам                                                                               | нар. 1941      |              |
| 2003 | Переклади на іврит прози і поезії                             | Аарон Амір                                                                                   |                |              |
| 2003 | Соціологія                                                    | Білха Манхейм                                                                                | нар. 1929      |              |
| 2003 | Театр                                                         | Йосеф Бар-Йосеф                                                                              | нар. 1933      |              |
| 2003 | Театр                                                         | Захаріра Харіфай                                                                             | нар. 1929      |              |
| 2003 | Технологія і машинобудування                                  | Авіноам Ліба                                                                                 | нар. 1929      |              |
| 2004 | Біологія                                                      | Аарон Разін                                                                                  | 1935-2019      |              |
| 2004 | Державна і громадська діяльність                              | Лія Лія Ван Лір                                                                              | 1924-2015      |              |
| 2004 | Державна і громадська діяльність                              | рав Іцхак Давид Гроссман                                                                     | нар. 1946      |              |
| 2004 | Державна і громадська діяльність                              | Моше Шніцер                                                                                  | 1921-2007      |              |
| 2004 | вивчення Біблії                                               | Сара Іефет                                                                                   | нар. 1934      |              |
| 2004 | Дослідження ефективності соціальної служби                    | Авраам Дорон                                                                                 | нар. 1934      |              |
| 2004 | Історія мистецтв                                              | Зива Амішай-Майзліш                                                                          | нар. 1939      |              |
| 2004 | Математика                                                    | Йосеф Бернштейн                                                                              | нар. 1945      |              |
| 2004 | Загальна і івритське літературознавство                       | Менахем Брінкер                                                                              | нар. 1935      |              |
| 2004 | Загальна і івритське літературознавство                       | Дов Ной                                                                                      |                |              |
| 2004 | Кіно                                                          | Гіла Альмагор                                                                                |                |              |
| 2004 | Пісенна творчість на івриті                                   | Гіль Алдема                                                                                  | 1928-2014      |              |
| 2004 | Пісенна творчість на івриті                                   | Йорам Гаон                                                                                   | нар. 1939      |              |
| 2004 | Розробки в області обчислювальних систем                      | Давид Харель                                                                                 | нар. 1950      |              |
| 2004 | скульптура                                                    | Іггаель Тумаркин                                                                             |                |              |
| 2004 | Статистика                                                    | Естер Самуель-Коен                                                                           | нар. 1933      |              |
| 2005 | сходознавство                                                 | Яків Ландау                                                                                  | нар. 1924      |              |
| 2005 | сходознавство                                                 | Сассон Сомех                                                                                 | нар. 1933      |              |
| 2005 | Державна і громадська діяльність                              | Театр «Камері»                                                                               |                |              |
| 2005 | Державна і громадська діяльність                              | Ісраель Меїр Лау                                                                             | нар. 1937      |              |
| 2005 | Державна і громадська діяльність                              | Шабтай Тевет                                                                                 | нар. 1925      |              |
| 2005 | дослідження івриту                                            | Аарон Дотан                                                                                  | нар. 1928      |              |
| 2005 | Історія філософії                                             | Бен-Аммі Шарфштейн                                                                           | нар. 1919      |              |
| 2005 | Література на івриті                                          | Іцхак Орпаз                                                                                  | 1931-2015      |              |
| 2005 | Медицина                                                      | Рина Зайцев                                                                                  | 1932-2005      |              |
| 2005 | Медицина                                                      | Шауль Фельдман                                                                               | нар. 1923      |              |
| 2005 | Громадські науки                                              | Ієхезкель Дрор                                                                               | нар. 1928      |              |
| 2005 | Громадські науки                                              | Мір'ям Ерез                                                                                  | нар. 1943      |              |
| 2005 | Поезія                                                        | Ісраель Пінкас                                                                               | нар. 1935      |              |
| 2005 | танець                                                        | Охад Нахарін                                                                                 | нар. 1952      |              |
| 2005 | фізика                                                        | Яків Бекенштейн                                                                              | нар. 1947      |              |
| 2005 | Світлина                                                      | Алекс Левак                                                                                  | нар. 1944      |              |
| 2005 | Мовознавство                                                  | Ольга Капелюк                                                                                | нар. 1932      |              |
| 2006 | Агрономія і сільське господарство                             | Нахум Кейдар                                                                                 | нар. 1920      |              |
| 2006 | Державна і громадська діяльність                              | Двору Омер                                                                                   | 1932-2013      |              |
| 2006 | Державна і громадська діяльність                              | Ізраїльський андалуський оркестр                                                             |                |              |
| 2006 | Державна і громадська діяльність                              | Аль Швіммер                                                                                  | 1917-2011      |              |
| 2006 | Історія єврейської думки                                      | Яків Блідштейн                                                                               | нар. 1938      |              |
| 2006 | Музика                                                        | Пніна Зальцман                                                                               | 1922-2006      |              |
| 2006 | Музика                                                        | Менді Родан                                                                                  | 1929-2009      |              |
| 2006 | Право                                                         | Рут Лапідот                                                                                  | нар. 1930      |              |
| 2006 | Право                                                         | Амнон Рубінштейн                                                                             |                |              |
| 2006 | Просвітництво                                                 | Хаїм Адлер                                                                                   | нар. 1928      |              |
| 2006 | Просвітництво                                                 | Мір'ям Бен-Перец                                                                             |                |              |
| 2006 | Фізкультура і спорт                                           | Ральф Клайн                                                                                  | 1931-2008      |              |
| 2006 | Фізкультура і спорт                                           | Яків Ходорів                                                                                 | 1927-2006      |              |
| 2006 | хімія                                                         | Цві Раппопорт                                                                                | нар. 1936      |              |
| 2007 | Архітектура                                                   | Ада Кармі-Меламед                                                                            | нар. 1936      |              |
| 2007 | Архітектура                                                   | Яків Яар                                                                                     | нар. 1929      |              |
| 2007 | Біологія                                                      | Цві Зелінгер                                                                                 | нар. 1934      |              |
| 2007 | Географія                                                     | Еліша Ефрат                                                                                  | нар. 1929      |              |
| 2007 | Державна і громадська діяльність                              | ансамбль «Ха-Геватрон»                                                                       |                |              |
| 2007 | Державна і громадська діяльність                              | Джойнт Ісраель                                                                               |                |              |
| 2007 | Державна і громадська діяльність                              | Дов Лаутман                                                                                  | 1936-2013      |              |
| 2007 | Державна і громадська діяльність                              | Еліс Шалві                                                                                   | нар. 1926      |              |
| 2007 | Дизайн                                                        | Яром Вардімон                                                                                | нар. 1941      |              |
| 2007 | Вивчення Ерец-Ісраель                                         | Амнон Коен                                                                                   | нар. 1936      |              |
| 2007 | Коментарі до Біблії і Рабіністична література                 | проєкт «Хашут» університету Бар-Ілана (івр. השו"ת)                                           |                |              |
| 2007 | Преса, радіо і телебачення, журналістика                      | Нахум Барнеа                                                                                 | нар. 1944      |              |
| 2007 | Психологія                                                    | Шалом Шварц                                                                                  | нар. 1936      |              |
| 2007 | Технологія і машинобудування                                  | Цві Хашін                                                                                    | нар. 1929      |              |
| 2007 | Економіка                                                     | Нісан Лівьятан                                                                               | нар. 1925      |              |
| 2008 | біохімія                                                      | Моше Орен                                                                                    | нар. 1948      |              |
| 2008 | Загальна історія                                              | Біньямін Айзек                                                                               | нар. 1945      |              |
| 2008 | Державна і громадська діяльність                              | Єврейське агентство (Сохнут)                                                                 |                |              |
| 2008 | Державна і громадська діяльність                              | Асоціація підприємців Ізраїлю (Хітахдут ха-таасьянім)                                        |                |              |
| 2008 | Державна і громадська діяльність                              | Рада молодіжних рухів Ізраїлю (Моецет тнуот ха-ноар)                                         |                |              |
| 2008 | Державна і громадська діяльність                              | Центр допомоги хворим і потребуючим «Езер мі-Ціон»                                           |                |              |
| 2008 | Державна і громадська діяльність                              | Студентський виховний проєкт «Перах»                                                         |                |              |
| 2008 | Державна і громадська діяльність                              | Жіночі рухи: Наамат, Віцо, Емуна                                                             |                |              |
| 2008 | державознавство                                               | Зеєв Штернхель                                                                               | нар. 1935      |              |
| 2008 | Живопис і графіка                                             | Пінхас Коен-Ган                                                                              | нар. 1942      |              |
| 2008 | вивчення Талмуда                                              | Девід Вайс Хелінні                                                                           | нар. 1927      |              |
| 2008 | Історія єврейського народу                                    | Аніта Шапіра                                                                                 | нар. 1940      |              |
| 2008 | Література на івриті                                          | Іда Фінк                                                                                     | 1921-2011      |              |
| 2008 | Математика                                                    | Нога Алон                                                                                    | нар. 1956      |              |
| 2008 | Комп'ютерні науки                                             | Аді Шамір                                                                                    | нар. 1952      |              |
| 2008 | Переклади на іврит прози і поезії                             | Нілі Мирських                                                                                | 1943-2018      |              |
| 2008 | Поезія                                                        | Тувія Рібнер                                                                                 | нар. 1924      |              |
| 2008 | Соціологія                                                    | Самі Смуха                                                                                   | нар. 1941      |              |
| 2008 | Театр                                                         | Рина Іерушалмі                                                                               | нар. 1939      |              |
| 2008 | Театр                                                         | Нісан Натів                                                                                  | 1922-2008      |              |
| 2009 | археологія                                                    | Аміхай Мазар                                                                                 | нар. 1942      |              |
| 2009 | Державна і громадська діяльність                              | Рут Резник                                                                                   |                |              |
| 2009 | Державна і громадська діяльність                              | Мордехай Шані                                                                                |                |              |
| 2009 | Державна і громадська діяльність                              | Ізраїльський інститут демократії                                                             |                |              |
| 2009 | вивчення Біблії                                               | Емануель Тов                                                                                 |                |              |
| 2009 | Дослідження літератури на івриті                              | Ісраель Левін                                                                                |                |              |
| 2009 | Дослідження ефективності соціальної служби                    | Захава Соломон                                                                               |                |              |
| 2009 | Дослідження ефективності соціальної служби                    | Мордехай Ротенберг                                                                           |                |              |
| 2009 | Медицина                                                      | Цві Ларона                                                                                   | нар. 1927      |              |
| 2009 | Загальна літературознавство                                   | Реувен Цур                                                                                   |                |              |
| 2009 | Кіно                                                          | Ієхуда Нееман                                                                                |                |              |
| 2009 | Пісенна творчість на івриті                                   | Нахум Хейман                                                                                 | 1934-2016      |              |
| 2009 | Пісенна творчість на івриті                                   | Дов Зельцер                                                                                  |                |              |
| 2009 | скульптура                                                    | Миха Ульман                                                                                  |                |              |
| 2009 | фізика                                                        | Ітамар Прокаччі                                                                              |                |              |
| 2010 | Агрономія і сільське господарство                             | Йонатан Грессель                                                                             |                |              |
| 2010 | Географія                                                     | Иехошуа Колодний                                                                             |                |              |
| 2010 | Державна і громадська діяльність                              | Ярдена Коен                                                                                  | 1910-2012      |              |
| 2010 | Державна і громадська діяльність                              | Камаль Манцуров                                                                              | нар. 1931      |              |
| 2010 | Державна і громадська діяльність                              | Аарон Ядлін                                                                                  | нар. 1926      |              |
| 2010 | Державна і громадська діяльність                              | ИЛАНГ — Ізраїльський фонд допомоги постраждалим дітям                                        | засн. 1952     |              |
| 2010 | дослідження івриту                                            | Авраам Таль                                                                                  | нар. 1931      |              |
| 2010 | Історія філософії                                             | Авішай Маргаліт                                                                              | нар. 1939      |              |
| 2010 | кримінологія                                                  | Моше Адад                                                                                    | 1939-2019      |              |
| 2010 | Література на івриті                                          | Ханох Бартов                                                                                 | нар. 1926      |              |
| 2010 | менеджмент                                                    | Яір Ахароні                                                                                  | нар. 1931      |              |
| 2010 | Поезія                                                        | Ар'є Сіван                                                                                   | нар. 1929      |              |
| 2010 | танець                                                        | Центр Сюзан Далаль                                                                           | засн. 1989     |              |
| 2010 | Світлина                                                      | Петер Світом                                                                                 | нар. 1919      |              |
| 2010 | хімія                                                         | Авраам Ніцан                                                                                 | нар. 1944      |              |
| 2010 | Мовознавство                                                  | Ар'є Левін                                                                                   | нар. 1937      |              |
| 2011 | Біологія                                                      | Йосеф Шило                                                                                   | нар. 1949      |              |
| 2011 | Державна і громадська діяльність                              | Елі Алалуф                                                                                   | нар. 1945      |              |
| 2011 | Державна і громадська діяльність                              | Хульда Гурвич                                                                                | нар. 1926      |              |
| 2011 | Історія єврейської думки                                      | Міхаель Шварц                                                                                | 1929-2011      |              |
| 2011 | Музика                                                        | Ноам Шериф                                                                                   | нар. 1935      |              |
| 2011 | Право                                                         | Рут Габізон                                                                                  | нар. 1945      |              |
| 2011 | Просвітництво                                                 | Пніна Клайн                                                                                  | нар. 1945      |              |
| 2011 | пластичне мистецтво                                           | Яків Дорчін                                                                                  | нар. 1946      |              |
| 2011 | Технологія і машинобудування                                  | Давид Харари                                                                                 | нар. 1941      |              |
| 2011 | Фізкультура і спорт                                           | Шимон Мізрахі                                                                                | нар. 1939      |              |
| 2012 | Державна і громадська діяльність                              | Азарія Алон                                                                                  | 1918-2014      |              |
| 2012 | Державна і громадська діяльність                              | Хаїм Друкман                                                                                 | нар. 1932      |              |
| 2012 | Література на івриті                                          | Натан Шахам                                                                                  | 1925-2018      |              |
| 2012 | Математика                                                    | Давид Каждан                                                                                 | нар. 1946      |              |
| 2012 | музикознавство                                                | Рут Кац                                                                                      | нар. 1927      |              |
| 2012 | музикознавство                                                | Дальян Коен                                                                                  | нар. 1926      |              |
| 2012 | Преса, радіо і телебачення, журналістика                      | Яків Ахімеір                                                                                 | нар. 1938      |              |
| 2012 | Психологія                                                    | Шломо Бентін                                                                                 | 1946-2012      |              |
| 2012 | Хімія і фізика                                                | Давид Мільштейн                                                                              | нар. 1947      |              |
| 2012 | Економіка і статистика                                        | Йоав Беньямін                                                                                | нар. 1949      |              |
| 2013 | Архітектура                                                   | Адам Мазор                                                                                   | нар. 1936      |              |
| 2013 | біохімія                                                      | Натан Нельсон                                                                                | нар. 1938      |              |
| 2013 | Державна і громадська діяльність                              | Еліяху Акоен                                                                                 | нар. 1935      |              |
| 2013 | Державна і громадська діяльність                              | Рон Нахман                                                                                   | 1942-2013      |              |
| 2013 | Дослідження єврейських мов, їх літератури і народної культури | Хава Турняковскій                                                                            | 1937           |              |
| 2013 | Історія єврейського народу                                    | Йосип Каплан                                                                                 | нар. 1944      |              |
| 2013 | Науки про Землю                                               | Гедеон Даган                                                                                 | нар. 1932      |              |
| 2013 | Соціологія і антропологія                                     | Йорам Біло                                                                                   | нар. 1942      |              |
| 2013 | Театр і балет                                                 | Нола Чілтон                                                                                  | 1921           |              |
| 2014 | Агрономія і сільське господарство                             | Яків Катан                                                                                   |                |              |
| 2014 | Загальна історія                                              | Ірад Малкін                                                                                  |                |              |
| 2014 | Державна і громадська діяльність                              | Адіна Бар-Шалом                                                                              |                |              |
| 2014 | Державна і громадська діяльність                              | Авіноам Наор                                                                                 |                |              |
| 2014 | Медицина                                                      | Марта Вайншток-Розін                                                                         |                |              |
| 2014 | Рабіністична література                                       | Аарон Ліхтенштейн                                                                            |                |              |
| 2014 | пластичне мистецтво                                           | Міхаль Нееман                                                                                |                |              |
| 2014 | вивчення Талмуда                                              | Шамма Ієхуда Фрідман                                                                         |                |              |
| 2014 | Хімія і фізика                                                | Мордехай Сегев                                                                               |                |              |
| 2014 | менеджмент                                                    | Хаїм Леві                                                                                    |                |              |
| 2015 | Біологія                                                      | Зеліг Ешхар                                                                                  |                |              |
| 2015 | сходознавство                                                 | Цві Шифрін                                                                                   |                |              |
| 2015 | Державна і громадська діяльність                              | Естер Херліц                                                                                 |                |              |
| 2015 | Державна і громадська діяльність                              | Хаїм Тополь                                                                                  |                |              |
| 2015 | Математика                                                    | Шимон Ульман                                                                                 |                |              |
| 2015 | вивчення Біблії                                               | Шмуель Ахітув                                                                                |                |              |
| 2015 | Рабіністична література                                       | Ерез Бітон                                                                                   |                |              |
| 2015 | Кіно                                                          | Давід Гурфінкелі                                                                             |                |              |
| 2015 | кримінологія                                                  | Девід Вайсбурд                                                                               |                |              |
| 2016 | Біологія                                                      | Евіатар Нево                                                                                 | нар. 1929      |              |
| 2016 | сходознавство                                                 | Йоханан Фрідман                                                                              | нар. 1936      |              |
| 2016 | Державна і громадська діяльність                              | Дорон Альмог                                                                                 | нар. 1951      |              |
| 2016 | Державна і громадська діяльність                              | Елі Саду                                                                                     |                |              |
| 2016 | дослідження івриту                                            | Едіт Дорон                                                                                   |                |              |
| 2016 | Вивчення Ерец-Ісраель                                         | Йосеф Кац                                                                                    |                |              |
| 2016 | Пісенна творчість на івриті                                   | Нуріт Хірш                                                                                   |                |              |
| 2016 | Хімія і фізика                                                | Меїр Лахав                                                                                   |                |              |
| 2016 | Хімія і фізика                                                | Леслі Лейзеровіч                                                                             |                |              |
| 2016 | Театр                                                         | Хадас Офрат                                                                                  |                |              |
| 2016 | Історія філософії та релігієзнавство                          | Давид Шульман                                                                                |                |              |
| 2017 | Біологія                                                      | Йосеф Ярден                                                                                  | нар. 1952      |              |
| 2017 | Державна і громадська діяльність                              | Давід Беер                                                                                   | нар. 1953      |              |
| 2017 | Державна і громадська діяльність                              | Цвіка Леві                                                                                   | 1948-2018      |              |
| 2017 | Музика                                                        | Ар'є Варди                                                                                   | нар. 1937      |              |
| 2017 | Право                                                         | Нілі Коен                                                                                    | нар. 1947      |              |
| 2017 | Історія єврейської думки                                      | Ієхуда Лібес                                                                                 | нар. 1947      |              |
| 2017 | Просвітництво                                                 | Малка Маргаліт                                                                               | нар. 1940      |              |
| 2017 | Фізкультура і спорт                                           | Агнеш Келети                                                                                 | нар. 1921      |              |
| 2017 | Інженерна справа                                              | Урі Шакед                                                                                    | нар. 1943      |              |
| 2018 | Журналістика                                                  | Рон Бен-Ішай                                                                                 |                |              |
| 2018 | Освіта                                                        | Нава Бен-Цві                                                                                 |                |              |
| 2018 | Промисловість                                                 | Єгуда Бронікі                                                                                |                |              |
| 2018 | Промисловість                                                 | Єгудіт Бронікі                                                                               |                |              |
| 2018 | Література                                                    | Давид Гроссман                                                                               |                |              |
| 2018 | Фізика та хімія                                               | Шломо Гавлін                                                                                 |                |              |
| 2018 | Сільське господарство                                         | Єгуда Гарель                                                                                 |                |              |
| 2018 | Економічні та статистичні дослідження                         | Сергіу Гарт                                                                                  |                |              |
| 2018 | Математика та інформатика                                     | Алекс Любоцький                                                                              |                |              |
| 2018 | Державна та громадська діяльність                             | Давід Леві                                                                                   |                |              |
| 2018 | Соціальна сфера                                               | Міріам Перец                                                                                 |                |              |
| 2018 | Юдаїстика                                                     | Елісей Кімрон                                                                                |                |              |
| 2018 | Технології та прикладні іновації                              | Гіл Швайд                                                                                    |                |              |
| 2018 | Психологія                                                    | Ісаак Шлезінгер                                                                              |                |              |
| 2018 | Алія і абсорбція                                              | Натан Щаранський                                                                             |                |              |
| 2019 | Архітектура та дизайн                                         | Дан Ейтан                                                                                    |                |              |
| 2019 | Охорона здоров'я                                              | Хаїм Арнальт                                                                                 |                |              |
| 2019 | Охорона здоров'я                                              | Міріам Арнтель                                                                               |                |              |
| 2019 | Географія та археологія                                       | Амнон Бен-Тор                                                                                |                |              |
| 2019 | Соціологія та антропологія                                    | Дебора Бернштейн                                                                             |                |              |
| 2019 | Геологія, науки про Землю та атмосферу                        | Ден Якір                                                                                     |                |              |
| 2019 | Лінгвістика                                                   | Аарон Маман                                                                                  |                |              |
| 2019 | Театральне мистецтво і танці                                  | Наомі Полані                                                                                 |                |              |
| 2019 | Історія Ізраїлю                                               | Мордехай Аківа Фрідман                                                                       |                |              |
| 2019 | За життєві досягнення                                         | Рона Рамон                                                                                   |                |              |
| 2020 | Вивчення Тори                                                 | Яков Аріель                                                                                  |                |              |
| 2020 | Політологія, менеджмент та міжнародні відносини               | Авраам Бен-Цві                                                                               |                |              |
| 2020 | Мистецтвознавство                                             | Сара Брейтберг-Семель                                                                        |                |              |
| 2020 | Сільське господарство та екологічні науки                     | Дені Замір                                                                                   |                |              |
| 2020 | Дослідження Талмуду                                           | Веред Ноам                                                                                   |                |              |
| 2020 | За життєві досягнення                                         | Наомі Сточінер                                                                               |                |              |
| 2020 | Загальна історія                                              | Беньямін Кедар                                                                               |                |              |
| 2020 | Фізика та хімія                                               | Йосеф Клафтер                                                                                |                |              |
| 2020 | Медицина                                                      | Ґідон Рехбі                                                                                  |                |              |
| 2021 | Дослідження івриту та літератури                              | Ніца Бен-Дов                                                                                 |                |              |
| 2021 | Театр                                                         | Міхаль Бат-Адам                                                                              |                |              |
| 2021 | Біблійні дослідження                                          | Яїр Заковіц                                                                                  |                |              |
| 2021 | Література та поезія                                          | Нуріт Зархі                                                                                  |                |              |
| 2021 | Соціальна робота                                              | Аріела Левенштейн                                                                            |                |              |
| 2021 | Математика та інформатика                                     | Одед Ґолдрейх                                                                                |                |              |
| 2021 | За життєві досягнення                                         | Йосеф Чехановер                                                                              |                |              |
| 2021 | За життєві досягнення                                         | Авішай Браверман                                                                             |                |              |
| 2021 | Біологічні науки                                              | Елі Кешет                                                                                    |                |              |
| 2021 | Історія Далекого Сходу                                        | Бен-Амі Шилоні                                                                               |                |              |

| Рік  | Лауреат                               | Галузь діяльності                                                 | Примітки |
| ---- | ------------------------------------- | ----------------------------------------------------------------- | -------- |
| 2022 | Єміма Бен-Менахем                     | Філософія                                                         |          |
| 2022 | Рут Берман                            | Лінгвістика                                                       |          |
| 2022 | Єгошуа Зак                            | Фізика                                                            |          |
| 2022 | Мар'юма Клейн                         | Справа життя — особливий внесок у розвиток суспільства та держави |          |
| 2022 | Одед Котлер                           | Театр                                                             |          |
| 2022 | Авігу Медіна                          | Музика                                                            |          |
| 2022 | Йорам Палті                           | Підприємництво                                                    |          |
| 2022 | Шимон Шамір                           | Дослідження Середнього Сходу                                      |          |
| 2022 | Ізі Шерацкі                           | Справа життя — особливий внесок у розвиток суспільства та держави |          |
| 2022 | Муса Юдім                             | Науки про життя                                                   |          |
| 2023 | Авіталь Ґазіт                         |                                                                   |          |
| 2023 | Рахель Гебер                          | Справа життя — особливий внесок у розвиток суспільства та держави |          |
| 2023 | Йоаш Гіршберґ                         |                                                                   |          |
| 2023 | Йорам Дінштейн                        | Дослідження з правознавства                                       |          |
| 2023 | Йосеф Леві                            |                                                                   |          |
| 2023 | Заміра Меварех                        |                                                                   |          |
| 2023 | Амаль Насер-Ад-Дін                    | Справа життя — особливий внесок у розвиток суспільства та держави |          |
| 2023 | Емануель Пелед                        | Дослідження з хімії та хімічної інженерії                         |          |
| 2023 | Міхаль Ровнер                         |                                                                   |          |
| 2023 | Амнон Шашуа                           | Справа життя — особливий внесок у розвиток суспільства та держави |          |
| 2023 | Дов Шварц                             |                                                                   |          |
| 2023 | Міхаль Шварц                          |                                                                   |          |
| 2024 | Ґершон Бен-Шахар                      |                                                                   |          |
| 2024 | Хаґай Берґман                         |                                                                   |          |
| 2024 | Мікі Берковіч                         |                                                                   |          |
| 2024 | Еяль Вальдман                         |                                                                   |          |
| 2024 | Моше Едрі                             | Справа життя — особливий внесок у розвиток суспільства та держави |          |
| 2024 | Кохав Елькаям-Леві                    |                                                                   |          |
| 2024 | Іцхак Йосеф                           |                                                                   |          |
| 2024 | Хен Куґель                            |                                                                   |          |
| 2024 | Цві Мазе                              | Дослідження з фізики                                              |          |
| 2024 | Віталій Мільман                       | Дослідження з математики та інформатики                           |          |
| 2024 | Шломо Накдімон                        |                                                                   |          |
| 2024 | Яков Рітов                            | Дослідження з економіки та статистики                             |          |
| 2024 | Една Солодар                          | Справа життя — особливий внесок у розвиток суспільства та держави |          |
| 2024 | Загін Ельханана та Менахема Клемсонів |                                                                   |          |
| 2025 | Ніна Вінер                            | Справа життя — особливий внесок у розвиток суспільства та держави |          |
| 2025 | Двора Ґілула                          |                                                                   |          |
| 2025 | Роні Доак                             | Справа життя — особливий внесок у розвиток суспільства та держави |          |
| 2025 | Йоніна Ельдар                         |                                                                   |          |
| 2025 | Рут Карк                              |                                                                   |          |
| 2025 | Шломо Маман                           |                                                                   |          |
| 2025 | Белу-Сімон Файнару                    |                                                                   |          |
| 2025 | Ярон Цур                              |                                                                   |          |
| 2025 | Зоар Шавіт                            |                                                                   |          |